# 科霍克頓 (紐約州)
科霍克頓（英語：Cohocton）是一個位於美國紐約州斯托本縣的鎮。

## 人口
根據2020年美國人口普查的數據，科霍克頓的面積為145.29平方千米，當中陸地面積為145.27平方千米，而水域面積為0.02平方千米。當地共有人口2269人，而人口密度為每平方千米16人。